# نهائي كأس الاتحاد الأوروبي 1972
نهائي كأس الاتحاد الأوروبي 1972 هو النهائي الأول لمسابقة كأس الاتحاد الأوروبي. لعبت المباراة بنظام الذهاب والإياب خلال يومي 3 و 17 مايو 1972 وجمعت بين فريقي وولفرهامبتون واندررز وتوتنهام هوتسبير الإنجليزيين. فاز توتنهام بالمباراة الأولى خارج ملعبه 2–1، وفي المباراة الثانية تعادل الفريقان 1–1. فاز توتنهام في مجموع المبارتين 3–2 وتوج باللقب للمرة الأولى.

## المباراة الأولى
| وولفرهامبتون واندررز | 1–2   | توتنهام هوتسبير       |
| -------------------- | ----- | --------------------- |
| جيم مكاليوغ 72'      | تقرير | مارتن تشيفرز 57'، 87' |

## المباراة الثانية
| توتنهام هوتسبير | 1–1   | وولفرهامبتون واندررز |
| --------------- | ----- | -------------------- |
| ألان مولري 29'  | تقرير | ديف واغستاف 40'      |